# Castelnuovo Bormida
Castelnuovo Bormida (piemontesisch Castinouv an Boumia) ist eine Gemeinde in der italienischen Provinz Alessandria (AL) und der Region Piemont.

## Lage und Einwohner
Die Gemeinde Castelnuovo Bormida liegt rund 22 km südwestlich von der Provinzhauptstadt Alessandria entfernt an der Bormida. Das Gemeindegebiet umfasst eine Fläche von 13,17 km² und hat 617 (Stand 31. Dezember 2023) Einwohner.
Die Nachbargemeinden sind Cassine, Rivalta Bormida und Sezzadio.

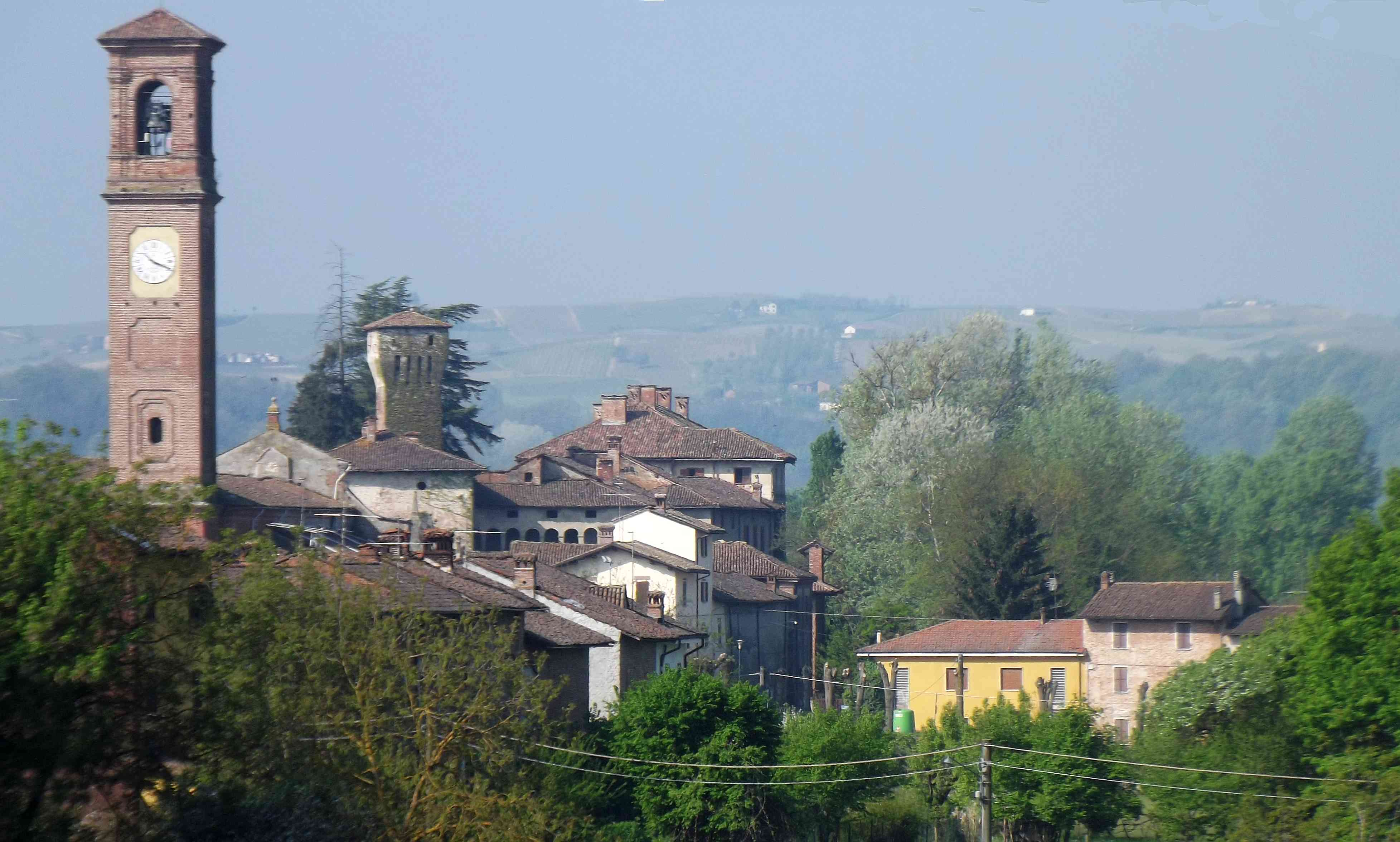
Panorama

## Geschichte

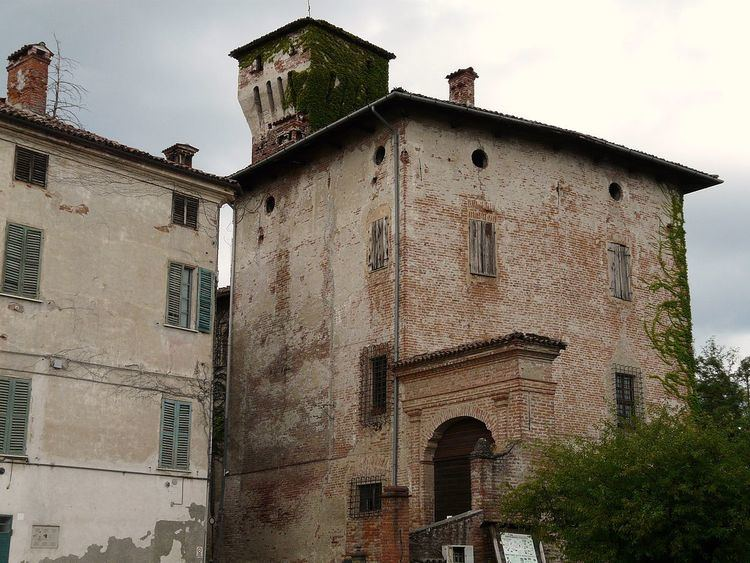
Das Castello

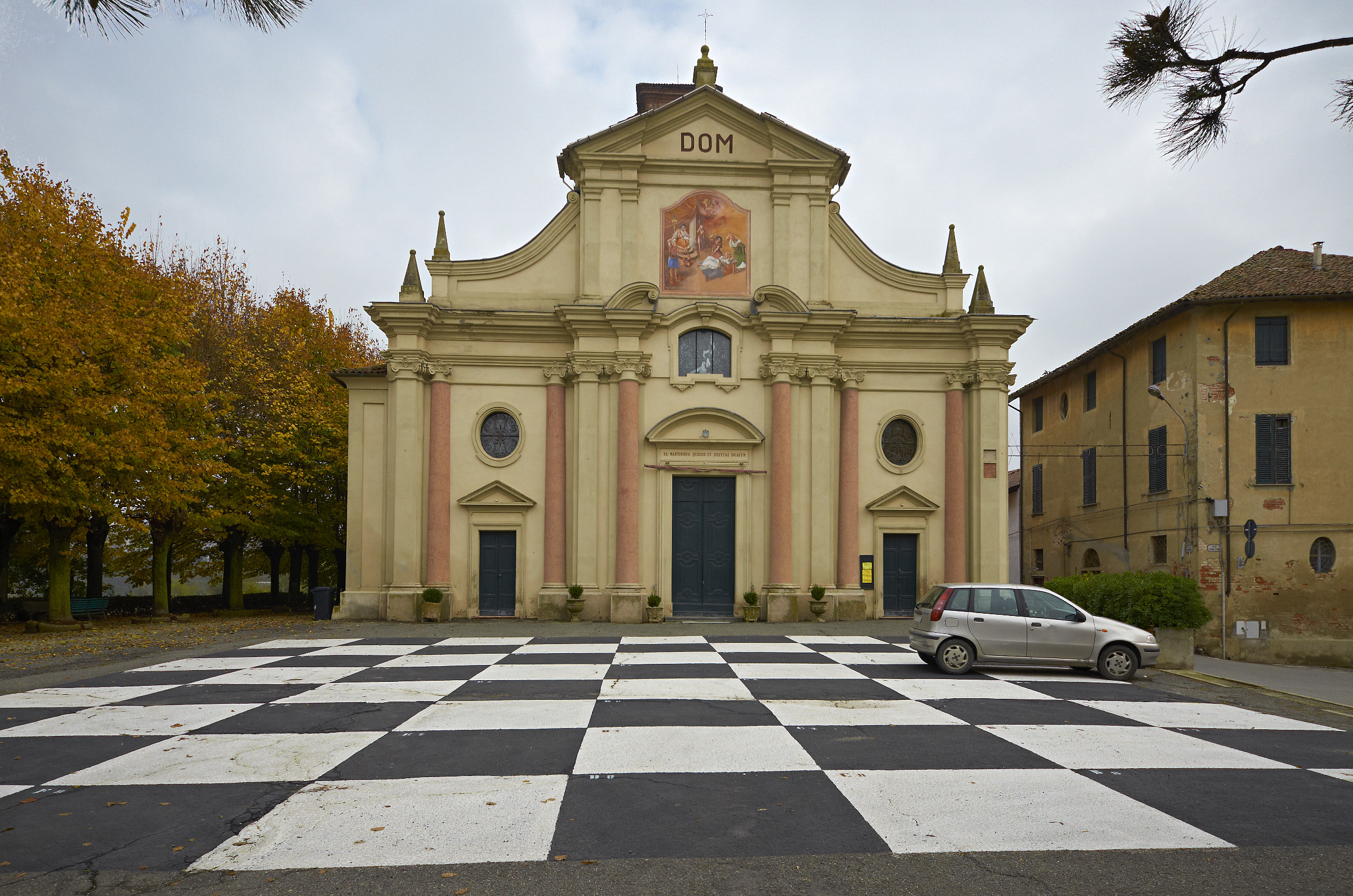
Pfarrkirche Santi Quirico und Giuletta

Der Ortsname ist seit 1215 als Castronovo bezeugt. Er entstand höchstwahrscheinlich in der Römerzeit in der Nähe des Abschnitts, an dem die antiken Aquae Statiellae-Derthona den Fluss Bormida kreuzten, an derselben Stelle wie das antike Landgut Falmecianum aus dem 4.–5. Jahrhundert n. Chr. Im Mittelalter war es ein wichtiger Straßenknotenpunkt. Im Jahr 996 kam es unter die Herrschaft der Bischöfe von Acqui, die in Sant'Angelo ein Castrum und eine heute verschwundene Kapelle errichteten, um den Flusspass zu schützen und das sumpfige und ungesunde Gebiet aufzuwerten.
Im Jahr 1164 gelangte es in den Besitz der Markgrafen von Monferrato. Im 13. Jahrhundert wurde es Teil des kleinen Lehens von Sezzadio und bald auch mit einer Villa ausgestattet, einem ländlichen Dorf außerhalb der Stadtmauern, abhängig von der Pfarrkirche Santa Maria di Cassine.
Im darauffolgenden Jahrhundert wurde es erneut von der Familie Monferrato annektiert, die es zahlreichen Herren der Gegend als Lehen gab, darunter den Adorno, den Porro, den Zoppi von Cassine, den Sacco und den Moscheni, bis es zunächst an den genuesischen Patrizier Luca Grillo und dann an die Ferrari-Grafen von Orsara verkauft wurde. Im Jahr 1713 wurde es dem Staat Savoyen einverleibt.

## Sehenswürdigkeiten
- Die Pfarrkirche der Heiligen Quirico und Giulitta, die im 18. Jahrhundert gegenüber dem ursprünglichen romanischen Kern erweitert wurde und reich an wertvollen Gemälden und Marmor ist.
- Das imposante Schloss, das im 14. und 17. Jahrhundert erweitert wurde und sich durch einen hohen zentralen Turm auszeichnet.[3]

## Weinbau
In Castelnuovo Bormida werden Reben für den Dolcetto d’Acqui, einen Rotwein mit DOC-Status angebaut. Die Beeren der Rebsorten Spätburgunder und/oder Chardonnay dürfen zum Schaumwein Alta Langa verarbeitet werden.